# Rödingträsket (Lycksele socken, Lappland)
Rödingträsket är en sjö i Lycksele kommun i Lappland och ingår i Öreälvens huvudavrinningsområde. Sjön har en area på 0,448 kvadratkilometer och ligger 362,9 meter över havet.

## Delavrinningsområde
Rödingträsket ingår i det delavrinningsområde (715270-163322) som SMHI kallar för Ovan Rafsarbäcken. Medelhöjden är 331 meter över havet och ytan är 36,8 kvadratkilometer. Räknas de 76 avrinningsområdena uppströms in blir den ackumulerade arean 1 159,5 kvadratkilometer. Avrinningsområdets utflöde Öreälven (Örån) mynnar i havet. Avrinningsområdet består mestadels av skog (88 procent). Avrinningsområdet har 0,5 kvadratkilometer vattenytor vilket ger det en sjöprocent på 1,4 procent.